# Bouzincourt
Bouzincourt és un municipi francès situat al departament del Somme i a la regió dels Alts de França. L'any 2007 tenia 511 habitants.

## Demografia

### Població
El 2007 la població de fet de Bouzincourt era de 511 persones. Hi havia 199 famílies de les quals 46 eren unipersonals (19 homes vivint sols i 27 dones vivint soles), 73 parelles sense fills, 69 parelles amb fills i 11 famílies monoparentals amb fills.
La població ha evolucionat segons el següent gràfic:
Habitants censats

### Habitatges

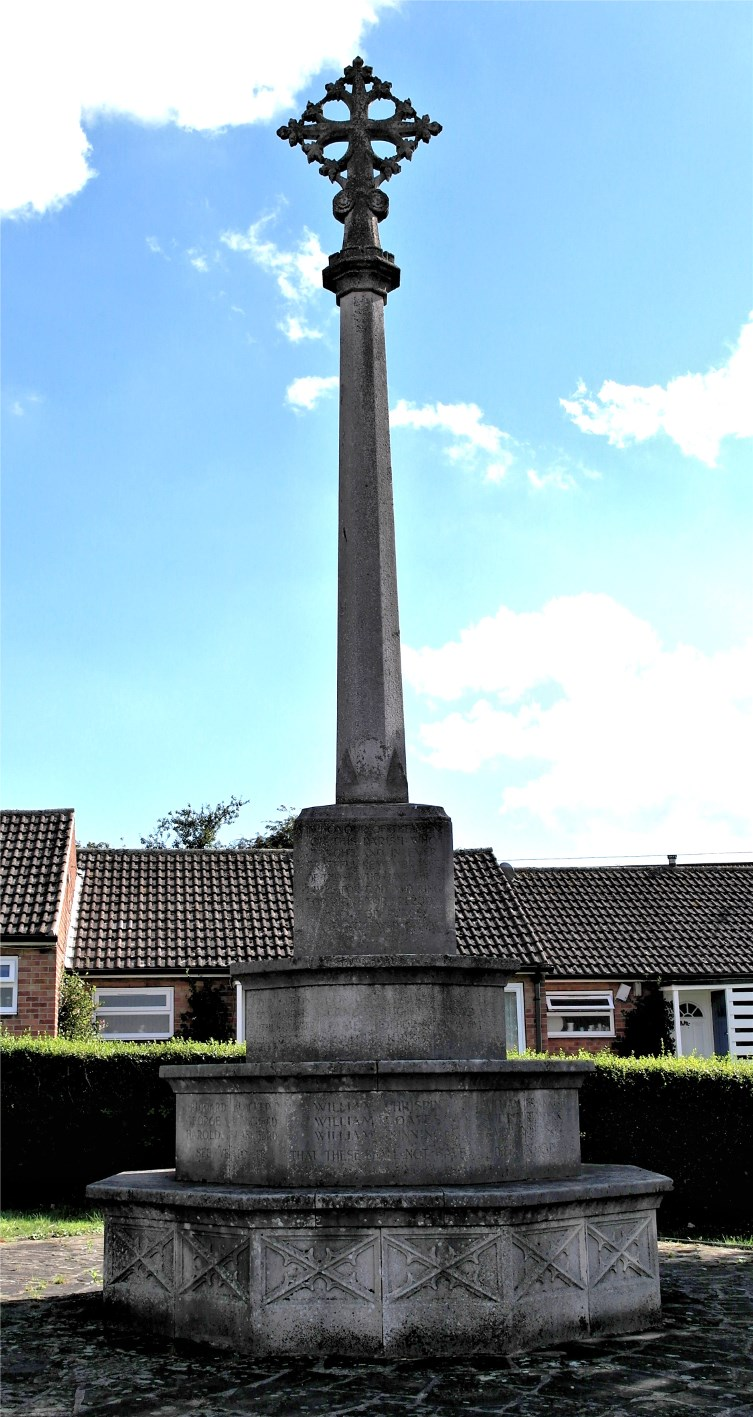
Memorial de la primera guerra mundial

El 2007 hi havia 219 habitatges, 204 eren l'habitatge principal de la família, 2 eren segones residències i 14 estaven desocupats. Tots els 219 habitatges eren cases. Dels 204 habitatges principals, 167 estaven ocupats pels seus propietaris, 32 estaven llogats i ocupats pels llogaters i 5 estaven cedits a títol gratuït; 1 tenia dues cambres, 33 en tenien tres, 57 en tenien quatre i 112 en tenien cinc o més. 163 habitatges disposaven pel capbaix d'una plaça de pàrquing. A 87 habitatges hi havia un automòbil i a 99 n'hi havia dos o més.

### Piràmide de població
La piràmide de població per edats i sexe el 2009 era:
| Homes | Edats   | Dones |
| ----- | ------- | ----- |
| 0     | 95 o +  | 0     |
| 4     | 90 a 94 | 0     |
| 0     | 85 a 89 | 0     |
| 4     | 80 a 84 | 0     |
| 8     | 75 a 79 | 4     |
| 0     | 70 a 74 | 4     |
| 20    | 65 a 69 | 16    |
| 24    | 60 a 64 | 16    |
| 12    | 55 a 59 | 8     |
| 32    | 50 a 54 | 24    |
| 16    | 45 a 49 | 24    |
| 16    | 40 a 44 | 20    |
| 32    | 35 a 39 | 16    |
| 24    | 30 a 34 | 16    |
| 28    | 25 a 29 | 24    |
| 12    | 20 a 24 | 24    |
| 16    | 15 a 19 | 20    |
| 8     | 10 a 14 | 16    |
| 4     | 5 a 9   | 8     |
| 8     | 0 a 4   | 12    |

## Economia

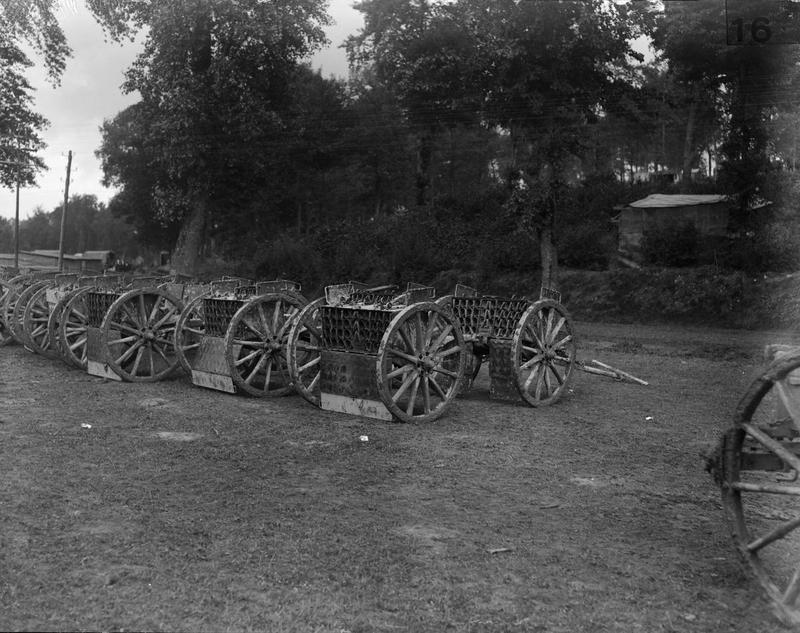
Batalla del Somme

El 2007 la població en edat de treballar era de 324 persones, 247 eren actives i 77 eren inactives. De les 247 persones actives 223 estaven ocupades (123 homes i 100 dones) i 23 estaven aturades (13 homes i 10 dones). De les 77 persones inactives 37 estaven jubilades, 20 estaven estudiant i 20 estaven classificades com a «altres inactius».

### Ingressos
El 2009 a Bouzincourt hi havia 214 unitats fiscals que integraven 536 persones, la mediana anual d'ingressos fiscals per persona era de 18.045 €.

### Activitats econòmiques
Dels 19 establiments que hi havia el 2007, 4 eren d'empreses de fabricació de material elèctric, 7 d'empreses de fabricació d'altres productes industrials, 1 d'una empresa de construcció, 4 d'empreses de comerç i reparació d'automòbils, 1 d'una empresa d'hostatgeria i restauració, 1 d'una empresa financera i 1 d'una empresa classificada com a «altres activitats de serveis».
Dels 7 establiments de servei als particulars que hi havia el 2009, 4 eren tallers de reparació d'automòbils i de material agrícola, 1 fusteria, 1 perruqueria i 1 restaurant.
L'any 2000 a Bouzincourt hi havia 16 explotacions agrícoles que ocupaven un total de 962 hectàrees.

## Equipaments sanitaris i escolars
El 2009 hi havia una escola elemental.

## Poblacions més properes
El següent diagrama mostra les poblacions més properes.